# Thalassodes curiosa
Thalassodes curiosa är en fjärilsart som beskrevs av Swinhoe 1902. Thalassodes curiosa ingår i släktet Thalassodes och familjen mätare. Inga underarter finns listade i Catalogue of Life.